# Бент Крик (Северна Каролина)
Бент Крик (енгл. Bent Creek) насељено је место без административног статуса у америчкој савезној држави Северна Каролина.

## Демографија
По попису из 2010. године број становника је 1.287, што је 102 (-7,3%) становника мање него 2000. године.
| Група             | 2000.         | 2010.         |
| Белци             | 1.343 (96,7%) | 1.220 (94,8%) |
| Афроамериканци    | 6 (0,4%)      | 4 (0,3%)      |
| Азијати           | 14 (1,0%)     | 12 (0,9%)     |
| Хиспаноамериканци | 15 (1,1%)     | 37 (2,9%)     |
| Укупно            | 1.389         | 1.287         |